# Marina Wladimirowna Kislowa
Marina Wladimirowna Kislowa (russisch Марина Владимировна Кислова, engl. Transkription Marina Kislova; * 2. Februar 1978 in Leningrad) ist eine russische Sprinterin, die auch in der 4-mal-100-Meter-Staffel ihres Landes eingesetzt wurde.
Bei den Weltmeisterschaften 2003 in Paris/Saint-Denis belegte Kislowa in der 4-mal-100-Meter-Staffel gemeinsam mit Olga Fjodorowa, Julija Tabakowa und Larissa Kruglowa Rang drei in 42,66 s hinter den Staffeln aus Frankreich (41,78 s) und den USA (41,83 s).
Bei den Halleneuropameisterschaften 2002 in Wien belegte Kislowa im 60-Meter-Lauf Rang zwei in 7,18 s.
Marina Kislowa ist 1,67 m groß und wiegt 57 kg.

## Bestleistungen
- 50 m (Halle): 6,18 s, 25. Februar 2001, Liévin
- 60-Meter-Lauf (Halle): 7,08 s, 1. Februar 2001, Samara
- 100-Meter-Lauf: 11,09 s, 4. Juni 2001, Chania
- 200-Meter-Lauf: 22,99 s, 9. September 2000, Yokohama